# Emperatriz de Japón
Emperatriz de Japón o emperatriz japonesa significa gobernante imperial femenina (女性天皇 josei tennō?). El término también puede significar una emperatriz consorte (皇后 kōgō?). La actual emperatriz consorte es la Emperatriz Masako desde el 1 de mayo de 2019.

## Historia
Aunque desde la Constitución de 1889, el trono imperial del Japón está reservado exclusivamente a los varones, anteriormente las mujeres podían ascender a él, aunque debían contraer matrimonio con varones de la casa imperial o permanecer solteras. Entre 554 y 1770, el Japón tuvo cinco emperatrices reinantes:
1. Emperatriz Suiko: Hija del Emperador Kinmei, nacida en 554. Su nombre era Toyo-mike-kashikiya-hime. En 576 contrajo nupcias con su medio hermano el Emperador Bidatsu, con quien no tuvo hijos y del cual enviudó en 585. En 592, al ser asesinado su otro medio hermano el Emperador Sushun, ascendió al trono imperial con el nombre de Suiko Tennō, aunque dejó el gobierno en manos de su sobrino Tamura no Oji y apoyó sus esfuerzos por implantar el Budismo en el país. También su familia materna, el clan Soga, gozó de ilimitada influencia durante su largo reinado. Murió en 628 y fue sucedida por Tamura no Oji, quien reinó con el nombre de Jomei Tenno.
2. Emperatriz Kōgyoku / Emperatriz Saimei: Hija del príncipe Chinu no Oji y bisnieta paterna del Emperador Yōmei, nacida en 594. Su nombre era Ame-toyo-takara-ikashi-hitarashi-hime. Se casó con su tío el Emperador Jomei Tennō, a cuya muerte (641) ascendió al trono imperial, con el nombre de Kogyoku Tennō. Reinó bajo la influencia de los poderosos ministros Soga, Emishi e Iruka. Cuando éstos fueron asesinados, abdicó en favor de su hermano Kotoku Tennō (644). A la muerte de éste (655), volvió a subir al trono, con el nombre de Saimei Tennō. Murió en Asakura en 661, cuando proyectaba una expedición a Corea. La sucedió su hijo Tenchi Tennō.
3. Emperatriz Kōken / Emperatriz Shotoku: Hija del Emperador Shōmu, nacida en 716. Su nombre era Abe-naishinno. No contrajo matrimonio. Ascendió al trono al morir su padre (748), con el nombre de Koken Tennō. Era una ferviente budista y durante su reinado se elaboró el Buda de Nara. Dejó el gobierno en manos de sus ministros Fujiwara Toyonari y Fujiwara Nakamaro. Este último la persuadió para abdicar en 759 en favor de su primo el Emperador Junnin. Cayó bajo la influencia del bonzo Dokyo, que rápidamente entró en conflicto con Fujiwara Nakamaro, y sobrevino una guerra civil, al final de la cual (764) Junnin fue derrocado y exiliado a la isla de Awaji. Volvió nuevamente al trono con el nombre de Shotoku Tennō y reinó hasta su muerte en 769. Dokyo aspiraba a ser nombrado heredero suyo, pero el oráculo de Usa rechazó tal posibilidad y la Emperatriz fue sucedida por su anciano primo Konin Tennō.
4. Emperatriz Meisho: Hija del Emperador Go-Mizunoo y sobrina materna del Shōgun Tokugawa Iemitsu, nacida en 1624. Su nombre era Okiko. Ascendió al trono con el nombre de Myosho Tennō cuando aún era muy niña, por abdicación de su padre (1630), y durante su corto reinado el poder efectivo se mantuvo en manos de su tío el Shōgun. En 1643 abdicó en favor de su hermano Emperador Go-Kōmyō, nacido en 1633. No contrajo matrimonio y vivió en retiro el resto de sus días. Murió en 1696, durante el reinado de su sobrino Emperador Higashiyama.
5. Emperatriz Go-Sakuramachi: Hija del Emperador Sakuramachi, nacida en 1741. Su nombre era Toshiko. Ascendió al trono al morir su hermano el Emperador Momozono (1762), con el nombre de Go-Sakuramachi Tenno. No contrajo matrimonio, y durante su breve reinado el poder efectivo estuvo en manos del Shōgun Tokugawa Ieharu. En 1770 abdicó en favor de su sobrino el Emperador Go-Momozono. Vivió en retiro el resto de sus días. Murió en 1814, durante el reinado del Emperador Kōkaku. Fue la última Emperatriz del Japón.